# Перехваль
Перехва́ль — село в Данковском районе Липецкой области, административный центр Перехвальского сельсовета.

## Географическое положение
Село расположено в месте впадения реки Перехвалка в Дон в 14 км на юг от райцентра города Данков.
Название получило по реке Перехвалка. Этимология слова неясна. Кроме того, в селе есть и другая речка, которая также впадает в Дон, но немного ниже Перехвали — у сел Романово и Селище.

## История Перехваля
До основания села Перехваль на месте сёл Перехваль и Романово, а также на месте прибрежных деревень, стоял город Озёрки. Он был сожжен монголо- татарами.  Первое упоминание населенного пункта с название  Перехваль  встречается в  лебедянской платежнице 1617-1621 гг.  Село Перехваль было основано сынами бояр. В писцовых книгах Лебедянского уезда 1627—1628 года значится «село Перехваль на реке Перехвалке, а в селе церковь древена клецки во имя Рождество Христово…» Строительство каменной церкви начато 10 мая 1883 г. в 30 метрах южнее деревянной церкви, на месте которой была поставлена кирпичная часовня-столб. К 1892 г. завершилось строительство колокольни и трапезной. Местным диаконом не позднее 1902 г. при храме была открыта школа грамоты в наемном помещении. В 1903 г. для школы построено собственное здание.
В 1922 г. из церкви была изъята серебряная утварь. В 1929 г. Христорождественский храм вновь был ограблен, но в поисках изделий из цветного металла местные власти нашли лишь старую медную икону и два евангелия с бронзовыми крышками. В 1937 г. сбросили с храма колокола.
В XIX — начале XX века село входило в состав Новоникольской волости Данковского уезда Рязанской губернии. В 1906 году в селе было 361 дворов.
С 1928 года село являлось центром Перехвальского сельсовета Данковского района Козловского округа Центрально-Чернозёмной области, с 1954 года — в составе Липецкой области.
До 2010-х в селе действовала Перехвальская средняя школа.

## Население
| 1859 | 1897  | 1906  | 2010 |
| ---- | ----- | ----- | ---- |
| 1667 | ↗2197 | ↗2432 | ↘453 |

## Инфраструктура
В селе имеются магазин, фельдшерско-акушерский пункт, отделение почтовой связи.

## Достопримечательности
В селе расположена действующая Церковь Рождества Христова (1892) , часовня пророка Илии (святой источник), памятник участникам Великой Отечественной войны 1941- 1945, часовня стоящая на месте первого деревянного храма села, памятник стоящий на месте дома Ряховского, памятник В. Д. Ряховскому.   

## Известные уроженцы
В 1897 году в селе родился ученик Максима Горького писатель В. Д. Ряховский. Сегодня сохраняется гранитный памятный знак: «Здесь стоял дом, в котором родился и жил писатель Ряховский Василий Дмитриевич. 1897—1951». 4 февраля 1999 года в Перехвальской средней школе открыт литературно-художественный музей.